# Dolomiten
La Dolomiten è il più antico e diffuso dei due quotidiani in lingua tedesca dell'Alto Adige (l'altro è la Neue Südtiroler Tageszeitung).
Edito da Athesia, il quotidiano è di orientamento cattolico-conservatore e si pone come obiettivo la difesa dell'identità etnico-culturale della popolazione sudtirolese di lingua tedesca e ladina.
Il giornale raggiunge soprattutto in Alto Adige un alto grado di diffusione, ma esce anche nelle maggiori città del Centro e Nord Italia così come ad Innsbruck, Vienna, Monaco di Baviera.

## Struttura

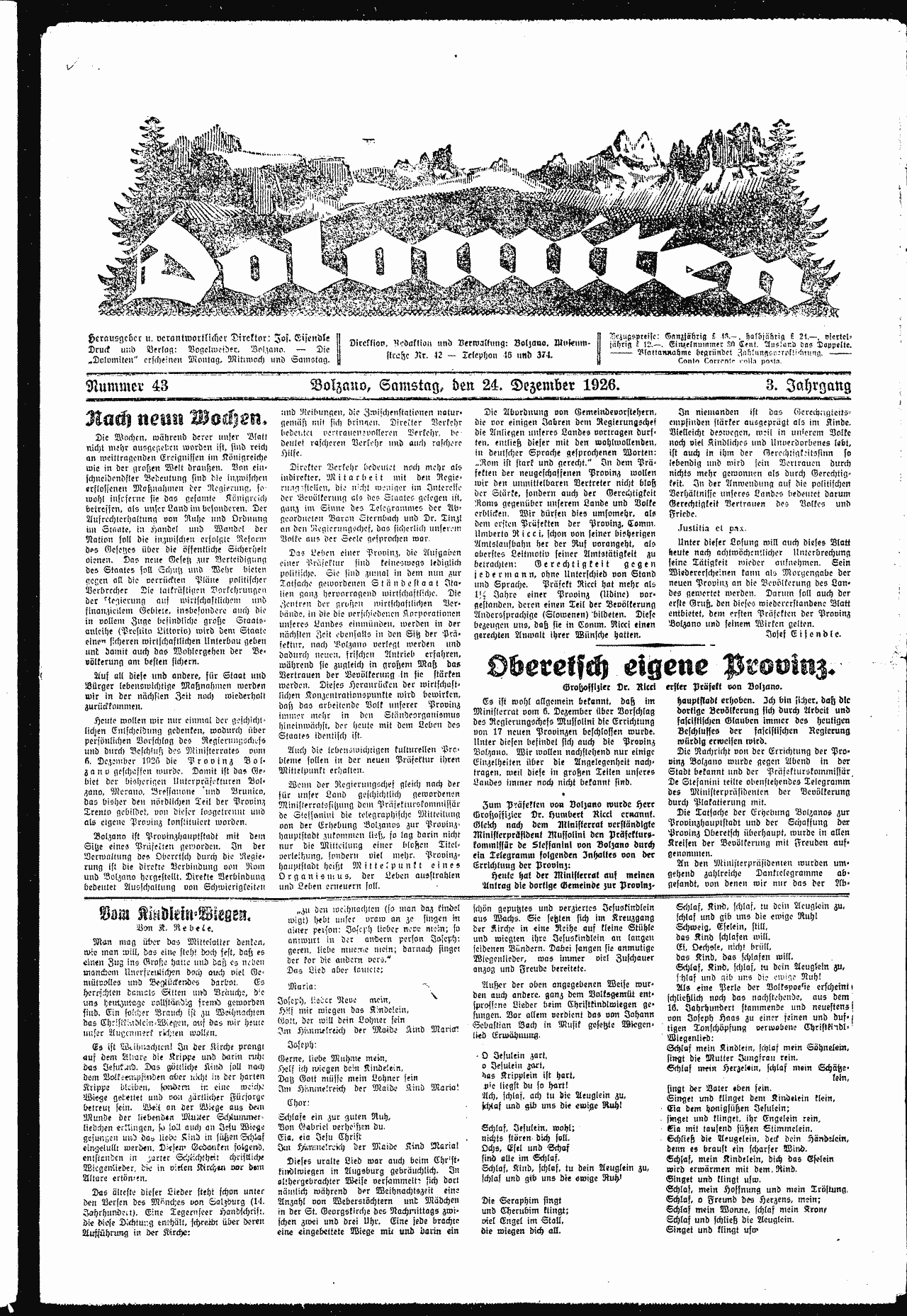
Prima pagina della Dolomiten del 24 dicembre 1926 con l'annuncio della creazione della Provincia di Bolzano (Oberetsch)

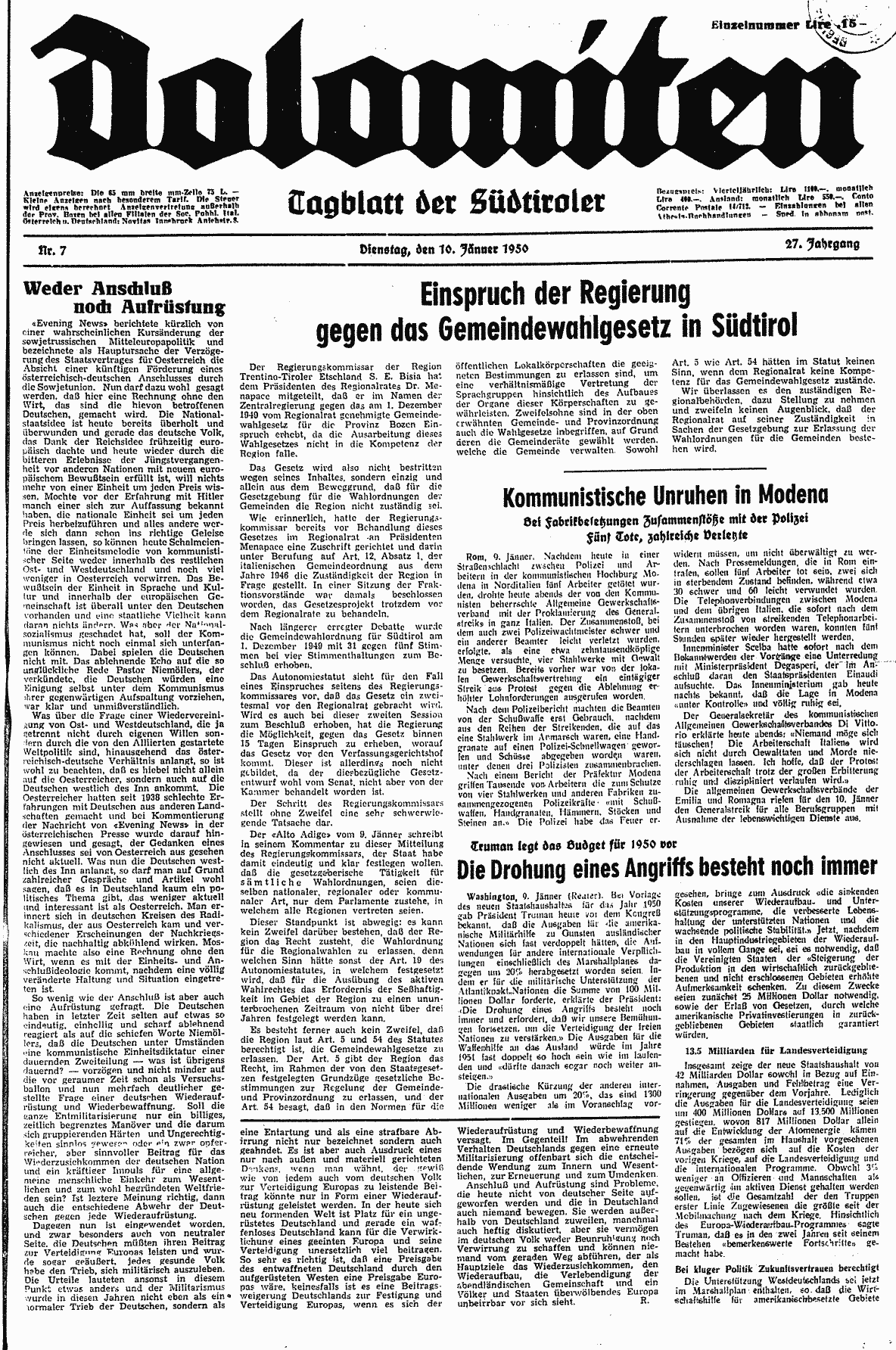
Edizione della Dolomiten del 10 gennaio 1950

Il quotidiano germanofono Dolomiten si riconduce a un suo precursore fondato nel 1882 a Bolzano, all'epoca parte dell'impero austro-ungarico, con il nome Der Tiroler ("Il Tirolese"). Dal 1926 porta il nome di Dolomiten e viene pubblicato sei giorni alla settimana. Editrice e proprietaria del giornale è l'Athesia Druck s.r.l. con sede a Bolzano. In media vengono venduti 56.600 esemplari al giorno, il venerdì la circolazione aumenta a 77.000 esemplari (il 74% dei giornali vengono venduti tramite abbonamento e il 26% direttamente al chiosco). La Dolomiten raggiunge complessivamente 248.000 lettori. Il rapporto fra le pagine della redazione con quelle pubblicitarie è di 70 a 30 (I dati risalgono al piano editoriale della Dolomiten, dati statistici del 2003).
Il quotidiano ha numerosi inserti settimanali e mensili: inserti per il fine settimana, il Dolomiten-Magazin (con i programmi TV e spazio di redazione), Wirtschaftskurier (WIKU, notizie economiche locali e sovrarregionali), Sportjournal e altri. La redazione si struttura in diverse sezioni: politica, notizie locali, economia, cultura, magazine, inserti, sport, STOL (Südtirol Online). La casa editrice e la redazione principale si trovano a Bolzano, redazioni periferiche sono presenti inoltre a Bolzano, Bressanone, Merano, Silandro e Innsbruck. Il giornale dispone di una redazione composta da 47 collaboratori fissi e circa 150 collaboratori freelance. Il formato del giornale è costituito normalmente da 42 pagine.
Il Dolomiten è membro del MIDAS, un'associazione di giornali per le minoranze. Il presidente di questa associazione era l'ex direttore del Dolomiten, Toni Ebner.
Annualmente dal 1986, in primavera, il quotidiano indice un sondaggio tra i suoi lettori, atto ad eleggere i due atleti (maschio e femmina) più rappresentativi dello sport altoatesino nella precedente stagione.
Albo d'oro del premio "sportivo dell'anno"
- 1987 Michael Mair - Maria Canins
- 1988 Michael Mair - Gerda Weißensteiner
- 1989 Konrad Ladstätter - Gerda Weißensteiner
- 1990 Christian Leuprecht - Gerda Weißensteiner
- 1991 Peter Runggaldier - Irmgard Trojer
- 1992 Josef Polig - Irmgard Trojer
- 1993 Andreas Zingerle - Morena Gallizio
- 1994 Armin Zöggeler - Isolde Kostner
- 1995 Peter Runggaldier - Antonella Bellutti
- 1996 Hubert Pallhuber - Antonella Bellutti
- 1997 Günther Huber - Karen Putzer
- 1998 Patrick Holzer - Marion Posch
- 1999 Armin Zöggeler - Monika Niederstätter
- 2000 Armin Zöggeler - Isolde Kostner
- 2001 Armin Zöggeler - Isolde Kostner
- 2002 Armin Zöggeler - Karen Putzer
- 2003 Manfred Mölgg - Denise Karbon
- 2004 Armin Zöggeler - Carolina Kostner
- 2005 Armin Zöggeler - Gerda Weißensteiner
- 2006 Manfred Mölgg - Denise Karbon
- 2007 Manfred Mölgg - Denise Karbon
- 2008 Alex Schwazer - Manuela Mölgg
- 2009 Armin Zöggeler - Johanna Schnarf
- 2010 Christof Innerhofer - Tania Cagnotto
- 2011 Roland Fischnaller - Carolina Kostner
- 2012 Dominik Paris - Carolina Kostner

## Storia

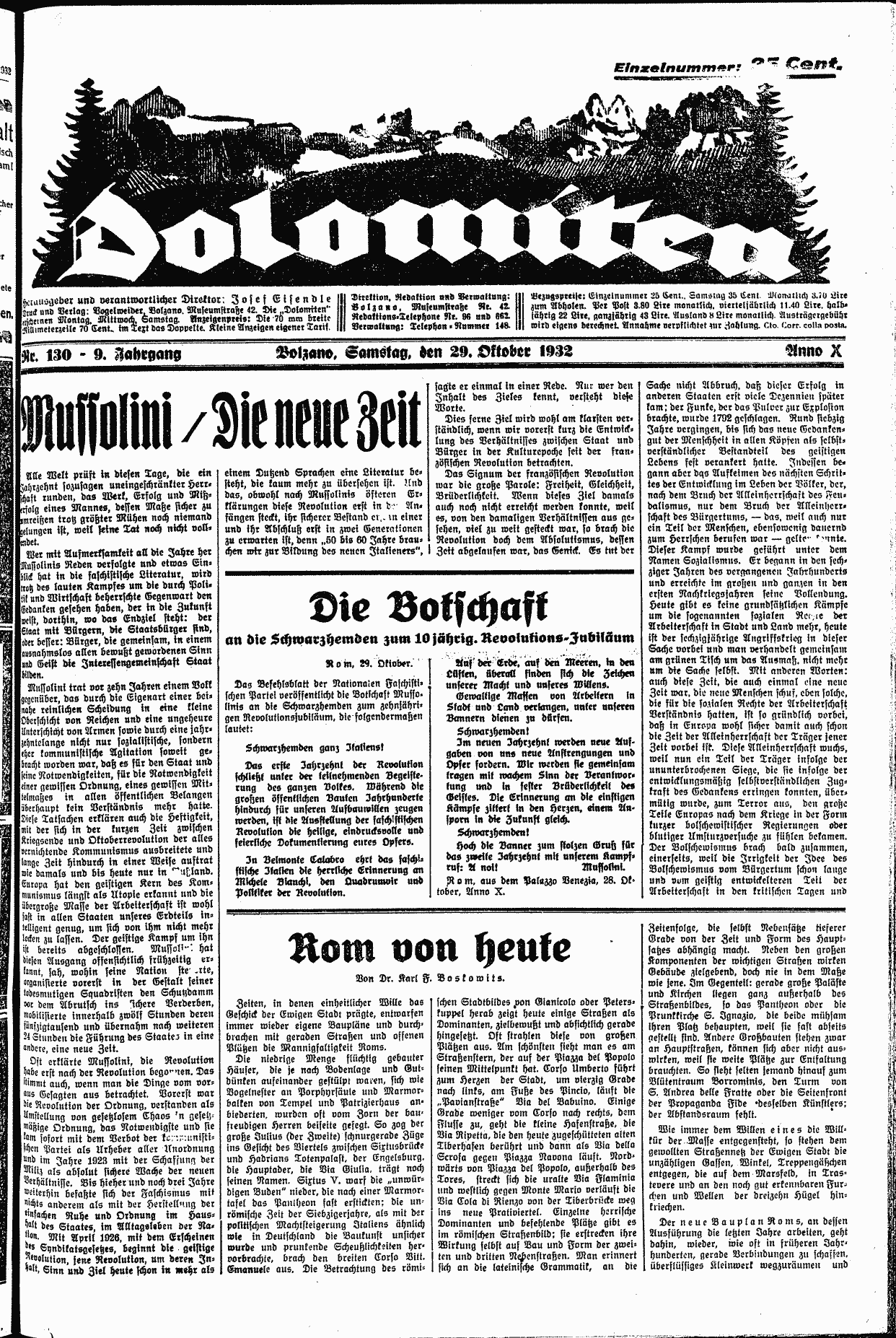
Prima pagina del Dolomiten del 29 ottobre 1932 con l'elogio del decennale di governo di Mussolini, dal titolo Mussolini – la nuova era.

Il quotidiano Dolomiten è stato il primo di lingua tedesca in Italia. Il giornale può vantare una storia ricca di avvenimenti, caratterizzata fra l'altro dall'annessione del Sudtirolo all'Italia nel 1918/20, così come dalla politica di persecuzione fascista e dall'occupazione nazista dal 1943 al 1945.
Il giornale si autoriconduce al periodico fondato nel 1882 con il nome Der Tiroler ("Il Tirolese"). Dopo il divieto da parte del governo fascista di usare il nome "Tirolo" in tutte le sue forme, il titolo della testata dovette essere cambiato. Così Der Tiroler venne sostituito nell'agosto del 1923 da Der Landsmann ("Il Compatriota", che può essere considerato un sinonimo nascosto di Der Tiroler). Proprietaria del giornale era la casa editrice Tyrolia s.r.l., che per lo stesso motivo dovette cambiare il nome in Verlagshaus Walther von der Vogelweide. Il successivo divieto assoluto di utilizzo di nomi tedeschi indusse l'azienda a mutare nuovamente il proprio nome che questa volta divenne Casa Editrice Athesia S.a.r.l..
Nell'ottobre 1925 il giornale Der Landsmann venne spinto alla chiusura, così come tutta la restante stampa tedesca, a causa della politica di italianizzazione. Dopo più di un anno d'interruzione il giornale poté riprendere, con una serie di condizioni e limitazioni, la propria attività, quale unico organo di stampa in lingua tedesca in provincia di Bolzano, oltre all'Alpenzeitung pubblicata dalla sezione locale del PNF. Il giornale venne infatti inserito nella lista di pubblicazioni legate all'Azione Cattolica dell'arcidiocesi di Trento (di cui la città di Bolzano ha fatto parte fino al 1964), e quindi tutelate dal concordato. Il giornale veniva pubblicato solo tre volte a settimana, però con il nuovo nome Dolomiten, e con un'impostazione di fondo filogovernativa e accondiscente verso il regime fascista, divenendo «un organo di comunicazione decisamente filofascista».
Nel settembre 1943 il quotidiano subì un'ennesima chiusura da parte delle autorità naziste. Gli uffici della redazione e la casa editrice vennero sequestrati e venne incaricata una società nazionalsocialista a pubblicare un proprio giornale. I redattori osservati che non riuscirono a fuggire vennero arrestati e deportati al campo di concentramento di Dachau.
A metà marzo del 1945 il governo militare degli alleati concesse ai rappresentanti legali della Casa Editrice Athesia, guidati dal canonico Michael Gamper, la licenza per la pubblicazione del giornale. Il 19 maggio 1945 la Dolomiten riprese la propria attività che da allora è continuata ininterrotta. Nel secondo dopoguerra successivamente alla caduta del fascismo venne aggiunto il sottotitolo Tagblatt der Südtiroler ("Quotidiano dei sudtirolesi").

### Cronologia
- 1882: Viene fondato il giornale Der Tiroler che usciva tre volte a settimana.
- 1914: Der Tiroler diventa quotidiano.
- agosto 1923: Dopo il divieto del nome "Tirolo" da parte del governo fascista, il quotidiano dovette cambiare il proprio nome. Da Der Tiroler divenne Der Landsmann.
- ottobre 1925: Le autorità fasciste ordinarono la chiusura delle attività redazionali del giornale Der Landsmann.
- 24 dicembre 1926: Il giornale riprende le attività con il nome Dolomiten, adottando una linea filogovernativa.
- 9 settembre 1943: Le autorità naziste sospendono l'attività di redazione e sequestrano l'intera redazione.
- 19 maggio 1945: La Dolomiten, riprende la propria attività.

## Dati

### Diffusione
Tiratura media 2004:
- Lunedì-Giovedì: 49 176
- Venerdì: 77 279
- Sabato: 57 111

| Anno | Copie vendute |
| ---- | ------------- |
| 2008 | 50 293        |
| 2007 | 49 772        |
| 2006 | 49 861        |
| 2005 | 49 909        |
| 2004 | 49 625        |
| 2003 | 49 915        |
| 2002 | 49 882        |
| 2001 | 50 598        |
| 2000 | 49 853        |
| 1999 | 45 207        |
| 1998 | 44 293        |
| 1997 | 43 879        |
| 1996 | 40 906        |

Dati Ads - Accertamenti Diffusione Stampa

### Ripartizione dei lettori per regione
Alto Adige: 98,68%

Trentino: 0,47%

resto d'Italia: 0,85%

### Lettori per edizioni per gruppo linguistico
di lingua tedesca: 65%

altri (35%)

### Tipo di copertura
Vendita libera: 24,78%

Abbonamento: 75,22%

### Lettori per sesso
Uomini: 50,6%

Donne: 49,4%

### Lettori per età
fino a 30 anni: 35%

dai 30 ai 50 anni: 31,8%

più di 50: 33,2%

## Direttori (incompleto)
- Anton Klotz
- Peter Fuchsbrugger
- Josef Eisendle
- Rudolf Posch
- Johann Tschurtschenthaler
- Michael Gamper
- Friedl Volgger
- Toni Ebner sr.
- Josef Rampold
- Toni Ebner jr.
- Elmar Pichler Rolle